# CASA C-401
El CASA C-401 fue un proyecto desarrollado por el fabricante aeronáutico español Construcciones Aeronáuticas S.A. durante los años 1970 para crear un avión de transporte táctico cuatrimotor. El proyecto se canceló a mediados de los años 1970, debido a que se decidió adquirir en su lugar el Lockheed C-130 Hércules.

## Especificaciones
Referencia datos: Flight International

### Características generales
- Carga: 6000 kg (13 224 lb)
- Longitud: 25,3 m (83 ft)
- Envergadura: 28,6 m (93,7 ft)
- Peso máximo al despegue: 24 500 kg (53 998 lb)
- Planta motriz: 4× turbohélice Avco Lycoming T5321A.
  - Potencia: 1333 kW (1838 HP; 1813 CV) cada uno.

### Rendimiento
- Alcance: km
- Radio de acción: km
- Alcance en combate: km
- Alcance en ferry: km

### Aeronaves similares
- Breguet 941

### Secuencias de designación
- Aviones militares de CASA: ← C-102 - CN-235 - C-295 - C-401